# Up (The Saturdays)
Up è un brano musicale delle The Saturdays, scritto da Andreas Romdhane, Josef Larossi e Ina Wroldsen. È il secondo singolo estratto dall'album di debutto del gruppo, Chasing Lights, ed è stato pubblicato il 12 ottobre 2008 dall'etichetta Fascination. La produzione del brano è di Quiz & Larossi.

## Tracce e formati
Questi sono i formati e le tracce delle principali pubblicazioni del singolo.
UK CD single
1. "Up" (Radio Edit) – 3:23
2. "Crashing Down" (Benjamin Findon, Robert Puzey, Mike Myers) – 3:10

(il lato B è la cover di un brano dei Nolans, tratto dal loro album "Portrait")
Digital single
1. "Up" (Radio Edit) – 3:23

iTunes digital single
1. "Up" (Radio Edit) – 3:23
2. "Up" (Wideboys Remix) – 3:04

The Remixes
- "Up" (Wideboys Remix Edit)
- "Up" (Wideboys Club Mix)

## Classifiche
| Classifica (2008)               | Posizione raggiunta |
| ------------------------------- | ------------------- |
| Eurochart Hot 100 Singles       | 15                  |
| Classifica irlandese            | 11                  |
| Classifica irlandese (download) | 12                  |
| Official Singles Chart          | 5                   |